# Robert Buchan
Robert Buchan, Crawford Robert MacKenzie Buchan, Robert M.C. Buchan, R.M.C. Buchan (ur. 17 czerwca 1888, zm. 15 maja 1935 w Amsterdamie) – brytyjski prawnik i urzędnik konsularny.

## Życiorys
Narodowości Szkockiej. Uczęszczał do Alloa Academy w Alloa, w Szkocji; ukończył prawo na Uniwersytecie Edynburskim. Zgłosił akces uczestnictwa w działaniach I wojny światowej, lecz nie został przyjęty do wojska. Wstąpił do brytyjskiej służby zagranicznej, pełniąc w niej funkcje - sekretarza w poselstwach w Bernie i Warszawie, wicekonsula we Wrocławiu, konsula w Baltimore (1927-1932) i Gdańsku (1934), oraz konsula generalnego w Amsterdamie (1934-1935), gdzie zmarł.